# George Benjamin
George Benjamin CBE (Londres, 31 de enero de 1960) es un compositor contemporáneo británico, así como pianista, director de orquesta y pedagogo.
Estudio con Olivier Messiaen en el Conservatorio de París durante la segunda mitad de los años 70, y llegó a ser uno de sus alumnos favoritos. A la muerte de Messiaen ayudó a su mujer Yvonne Loriod a finalizar el Concierto a cuatro que el maestro dejó inacabado.
Luego estudió música en el «King's College», Cambridge, con Alexander Goehr, destacando a sus veintipocos años con una voz madura. Su pieza orquestal Ringed by the Flat Horizon (escrita para la «Cambridge University Musical Society» y estrenada en Cambridge bajo la batuta de Mark Elder el 5 de marzo de 1980) fue interpretada en agosto en los Proms, mientras todavía era estudiante, haciendo de él el compositor más joven cuya música fue tocada en la historia de los Proms.
Desde los 80 ha recibido numerosos encargos, incluyendo Sudden Time (para orquesta), Three Inventions (para orquesta de cámara) y Antara (para ensemble y electrónica, realizada en el IRCAM y siendo la primera composición publicada usando el programa de notación Sibelius).
La música de Benjamin es vista por muchos como una cuidada artesanía, de una gran seriedad, aunque llena de colorido e incluso de estilo extravagante.
Ha enseñado composición en el «Royal College of Music» de Londres, y es también «Henry Purcell Professor of Composition» en el «King's College» de Londres. Dirige habitualmente la London Sinfonietta. En 2001 fue galardonado con el Premio Arnold Schönberg de composición.

## Catálogo de obras
| Año     | Obra | Tipo de obra                | Duración |
| ------- | --- | --------------------------- | -------- |
| 1977    | Sonata for Violin and Piano.                                                                                          | Música instrumental         | 23:00    |
| 1977    | Altitude, for brass band.                                                                                             | Música orquestal (banda)    | 05:00    |
| 1977-78 | Sonata for Piano. | Música solista (piano)      | 22:00    |
| 1978    | Octet, for chamber ensemble of 8 players.                                                                             | Música instrumental         | 10:00    |
| 1979    | Flight, for solo flute.                                                                                               | Música solista (flauta)     | 08:00    |
| 1979-80 | Ringed by the Flat Horizon, for orchestra.                                                                            | Música orquestal            | 20:00    |
| 1980    | Duo, chelo, piano. | Música instrumental         | -        |
| 1981    | Sortilèges, para piano.                                                                                               | Música solista (piano)      | 11:00    |
| 1981    | A Mind of Winter (text by Wallace Stevens), for soprano and orchestra.                                                | Música vocal (orquesta)     | 10:00    |
| 1982    | At First Light, for chamber orchestra of 14 players                                                                   | Música orquestal (cámara)   | 20:00    |
| 1982    | Meditation on Haydn's Name, para piano (Commissioned by the BBC to celebrate the 250th anniversary of Haydn's birth). | Música solista (piano)      | 03:00    |
| 1982-85 | Three Studies, para piano [I. Meditation on Haydn's Name - II. Relativity Rag - III. Fantasy on Iambic Rhythm].       | Música solista (piano)      | 18:00    |
| 1983    | Fanfare for Aquarius, for chamber orchestra of 15 players                                                             | Música orquestal (cámara)   | 01:00    |
| 1984    | Relativity Rag, para piano.                                                                                           | Música solista (piano)      | 04:00    |
| 1985    | Fantasy on Iambic Rhythm, para piano.                                                                                 | Música solista (piano)      | 12:00    |
| 1985    | Panorama. Tape piece (stereo)                                                                                         | Música para tape            | 03:00    |
| 1985    | Jubilation, for orchestra and mixed children's group                                                                  | Música orquestal            | 10:00    |
| 1987    | Antara, for 16 players and electronics                                                                                | Música instrumental         | 20:00    |
| 1989-93 | Sudden Time, for large orchestra                                                                                      | Música orquestal            | 15:00    |
| 1990    | Upon Silence (W. B. Yeats), for mezzo-soprano and string ensemble of 7 players (or mezzo soprano and 5 viols)         | Música vocal (instrumentos) | 10:00    |
| 1993-95 | Three Inventions for Chamber Orchestra                                                                                | Música orquestal (cámara)   | 15:00    |
| 1995    | Fantasia VII (Purcell, arranged by George Benjamin), for chamber ensemble of 4 players                                | Música instrumental         | 05:00    |
| 1996    | Sometime Voices (Shakespeare), for baritone solo, SATB chorus and orchestra                                           | Música coral (orquesta)     | 09:00    |
| 1997    | Viola, Viola, for duo violas                                                                                          | Música solista (violas)     | 10:00    |
| 1998-99 | Palimpsest I, orchestra                                                                                               | Música orquestal            | 20:00    |
| 2000    | Palimpsests II, for orchestra                                                                                         | Música orquestal            | 20:00    |
| 2000    | Derive 75 (for 75th aniversary Pierre Boulez), piano.                                                                 | Música solista (piano)      | -        |
| 2001    | Shadowlines. Six canonic preludes for piano                                                                           | Música solista (piano)      | 15:00    |
| 2001    | Three Miniatures for Solo Violin                                                                                      | Música solista (violín)     | 07:00    |
| 2002    | Olicantus, for chamber ensemble of 15 players                                                                         | Música instrumental         | 04:00    |
| 2004    | Récit de tierce en taille, for orchestra (Nicolas de Grigny, arranged by George Benjamin)                             | Música orquestal            | 05:00    |
| 2004    | Piano Figures. 10 pieces for solo piano                                                                               | Música solista (piano)      | 14:00    |
| 2004-05 | Dance Figures, for orchestra                                                                                          | Música orquestal            | 18:00    |
| 2006    | Into the Little Hill. A lyric tale in two parts for soprano, contralto and ensemble of 15 players                     | Música escénica             | 40:00    |
| 2012    | Written on Skin, ópera                                                                                                | Música escénica             |          |
| 2018    | Lessons in Love and Violence, ópera                                                                                   | Música escénica             |          |

## Premios y reconocimientos
- Premio Fronteras del Conocimiento de música de la Fundación BBVA. (2024)